# M24 (rappeur)
Pour les articles homonymes, voir M24.
M24, de son vrai nom Dorai Harrison, né le 1er septembre 1998 à Londres (Royaume-Uni), est un rappeur et chanteur britannique. Il sort sa première mixtape Drip N Drill en août 2020.

## Carrière
Il commence sa carrière musicale en 2016. En 2017, il a sorti Do It & Crash aux côtés de Skengdo &amp; AM, qui a été visionné 2,5 millions de fois sur YouTube.
En 2019, il fait son premier succès avec « We Don't Dance », avec Stickz. La chanson a permis à M24 de collaborer avec de plus grands artistes britanniques. En 2020, il annonce que sa première mixtape, Drip  'N'  Drill, sortira en août de la même année ; la mixtape comprend des featurings de Pop Smoke et Sneakbo. La mixtape est sortie le 21 août 2020 et a atteint la 81e place du UK Albums Chart.
En 2020, il a sorti le titre London, avec le rappeur britannico-nigérian Tion Wayne ; le titre a atteint la 32e place du UK Singles Chart et a été certifiée argent par la British Phonographic Industry . Il a également été présenté sur Dumpa d'Ill Blu aux côtés d'Unknown T, qui a culminé à la 70e place.
En 2021, Il sort un remix de No Cap aux côtés de Pop Smoke, qui est apparu sur la bande originale de Boogie. Il a également été présenté sur Payslips de Swarmz aux côtés de Bugzy Malone, qui a culminé à la 76e place.
En février 2022, il sort le titre Knock Knock avec Tion Wayne, qui a culminé à la 21e place. Un remix de la chanson est sorti en mars, avec HAZEY, Sneakbo, MIST, Jordan et Trillz CB.

## Affaires juridiques
Le 1er septembre 2021, le rappeur a été arrêté pour possession d’un couteau. Il a été condamné à six mois de prison le 24 septembre. Le rappeur a également reçu une ordonnance de prévention des crimes au couteau KCPO qui lui interdisant d'inciter à la violence sur les réseaux sociaux et de pénétrer dans certaines parties de son quartier. Il a été libéré en décembre après avoir purgé 3 mois de prison ferme.

## Discographie

### Mixtapes
| Titre                       | Détails                                                          | Meilleur classement |
| Titre                       | Détails                                                          | Royaume-Uni         |
| --------------------------- | ---------------------------------------------------------------- | ------------------- |
| Goutte à goutte et perceuse | - Sortie : 21 août 2020 - Étiquette : Big Business Entertainment | 81                  |

### Simple
| "Do It & Crash" (featuring Skengdo &amp; AM)                                      | 2017 | —  |                                | Non-album singles |
| "Lightwork Freestyle"                                                             | 2018 | –  |                                | Non-album singles |
| "Unruly Killy"                                                                    | 2018 | –  |                                | Non-album singles |
| "We Don't Dance" (with Stickz)                                                    | 2019 | –  | - BPI: Silver                  | Non-album singles |
| "Verbal"                                                                          | 2019 | –  |                                | Non-album singles |
| "Ay Caramba"                                                                      | 2019 | –  |                                | Non-album singles |
| "OBBO Is Real"                                                                    | 2019 | –  |                                | Non-album singles |
| "Riding" (with Tookie)                                                            | 2019 | –  |                                | Non-album singles |
| "Dance with Smoke"                                                                | 2019 | –  |                                | Non-album singles |
| "London" (featuring Tion Wayne)                                                   | 2020 | 32 | - BPI: Silver[réf. nécessaire] | Non-album singles |
| "No Cap"                                                                          | 2020 | –  |                                | Non-album singles |
| "Peter Pan"                                                                       | 2020 | –  |                                | Non-album singles |
| "A Town Matters" (featuring Tookie, M Dargg, Stickz and Sneakbo)                  | 2020 | –  |                                | Drip N Drill      |
| "Nikeys"                                                                          | 2020 | –  |                                | Non-album singles |
| "Too Much Pride"                                                                  | 2020 | –  |                                | Non-album singles |
| "IS IT"                                                                           | 2020 | –  |                                | Non-album singles |
| "High Right Now"                                                                  | 2021 | –  |                                | Non-album singles |
| "Plugged In" (with Fumez the Engineer)                                            | 2021 | –  |                                | Non-album singles |
| "Back in Blood"                                                                   | 2021 | –  |                                | Non-album singles |
| "N.F.T.R"                                                                         | 2021 | –  |                                | Non-album singles |
| "Exotic"                                                                          | 2021 | –  |                                | Non-album singles |
| "Knock Knock" (with Tion Wayne)                                                   | 2022 | 21 |                                | À venir           |
| "Plugged In" (with Fumez the Engineer)                                            | 2022 | –  |                                | Non-album singles |
| "John Wick"                                                                       | 2022 | –  |                                | Non-album singles |
| "Coulda Been"                                                                     | 2022 | –  |                                | Non-album singles |
| "Daily Duppy"                                                                     | 2022 | –  |                                | Non-album singles |
| "—" denotes a recording that did not chart or was not released in that territory. |      |    |                                |                   |

#### En tant qu'artiste vedette
| "Smokey Things" (Skeamer featuring M24, Mayhem and Young Dizz)                                                | 2018 | –  | Non-album singles       |
| "Warr" (150 featuring M24 and Slapit24)                                                                       | 2018 | –  | Non-album singles       |
| "The Coldest Link Up" (Tweeko & Sebz Beats featuring Skengdo & AM, Burner, M24, 12World, 23 Drillas & Lowkey) | 2018 | –  | Non-album singles       |
| "Get Back" (150 featuring M24, Stickz, Grizzy and M Dargg)                                                    | 2019 | –  | Non-album singles       |
| "Trenches" (150 featuring M24, Stickz, Grizzy, J Boy, Slapit24 and K Chuks)                                   | 2019 | –  | Non-album singles       |
| "Luke Cage" (150 featuring M24 and Stickz)                                                                    | 2019 | –  | Non-album singles       |
| "Crash x GBG" (410 featuring M24, Stickz, Skengdo & AM)                                                       | 2019 | –  | Back Like We Never Left |
| "Bootings" (150 featuring M24, Grizzy, Slapit24 and Stickz)                                                   | 2019 | –  | Non-album singles       |
| "Loads of Drills" (Burner featuring M24)                                                                      | 2019 | –  | Non-album singles       |
| "Handsome" (Yungen featuring M24)                                                                             | 2020 | –  | Non-album singles       |
| "Dumpa" (Ill Blu featuring M24 and Unknown T)                                                                 | 2020 | 70 | The BLUPRiNT            |
| "Buss It" (Vigiland featuring M24)                                                                            | 2020 | –  | Non-album single        |
| "Xabsi" (Rimzee featuring M24)                                                                                | 2020 | –  | Upper Clapton Dream 2   |
| "Gulag" (Morrisson featuring M24)                                                                             | 2020 | –  | Non-album singles       |
| "100X" (Stardom featuring M24)                                                                                | 2020 | –  | Non-album singles       |
| "The Old Estate" (Pete & Bas featuring M24)                                                                   | 2020 | –  | Non-album singles       |
| "Fashion" (The Plug featuring M24 and Fivio Foreign)                                                          | 2021 | –  | Plug Talk 2             |
| "Hugo Boss" (Burner featuring M24)                                                                            | 2021 | –  | Non-album singles       |
| "Payslips" (Swarmz featuring M24 and Bugzy Malone)                                                            | 2021 | 76 | Non-album singles       |
| "Dinners and Factions" (NVSA featuring M24)                                                                   | 2021 | –  | Non-album singles       |
| "Antiuga" (Dappy featuring M24 and BackRoad Gee)                                                              | 2021 | –  | Fortune                 |
| "—" denotes a recording that did not chart or was not released in that territory.                             |      |    |                         |

### Apparitions d'invités
| Titre                                 | Année | Autre(s) artiste(s)                                           | Album                               |
| ------------------------------------- | ----- | ------------------------------------------------------------- | ----------------------------------- |
| "Fini"                                | 2019  | Jeu de mots                                                   | Depuis les rues... Au monde         |
| « Le plus fou des plus fous (Remix) » | 2019  | Brûleur, Tiny Boost, Onefour, AM                              | remix                               |
| « Peter Crouch »                      | 2020  | GRM Quotidien                                                 | GRM 10                              |
| "L'heure du démon (Remix)"            | 2020  | Sai So                                                        | remix                               |
| "Pas de casquette (Remix)"            | 2021  | Pop Fumée                                                     | Boogie : la bande originale du film |
| "Hmm (Remix britannique)"             | 2021  | G4 Boyz                                                       | remix                               |
| " Vers la Lune (Drill Remix) "        | 2022  | Choi Jnr, G Herbo, Fivio Foreign, Russ Millions, Sam Tompkins | remix                               |

### Télévision
| Année | Titre  | Rôle | Remarques  | Ref. |
| ----- | ------ | ---- | ---------- | ---- |
| 2022  | Jungle | 6IX  | 4 épisodes |      |